# Giovanni I Bentivoglio
Giovanni I Bentivoglio (ur. ok. 1358 w Bolonii, zm. 26 czerwca 1402 tamże) – boloński szlachcic i pierwszy z rodziny Bentivoglio, który rządził w Bolonii. Czas jego rządów przypadał na lata 1401–1402.

## Życiorys
Po okresie panowania Viscontich, Bolonia była rządzona przez oligarchię senatorów, do której wchodzili przedstawiciele najważniejszych rodów tego miasta. W trakcie walk między wpływowymi rodami Giovanni, uzyskawszy wsparcie Viscontich, opanował 14 marca 1401 Pałac Komunalny (wł. Palazzo Comunale) i stał się pierwszą osobą w mieście przy poparciu ludu i znacznej części oligarchów. Został wybrany gonfaloniere perpetuo (dożywotnim chorążym), a w rzeczywistości stał się panem miasta i w ten sposób zapoczątkował rządy rodziny Bentivoglio w Bolonii, która formalnie pozostawała w obrębie Państwa Kościelnego.
Visconti byli jednak zainteresowani odzyskaniem władzy w mieście i wspierani przez przeciwników Bentivoglio, czyli rodziny Gozzadini, Galluzzi i Isolani, zaatakowali Bolonię i odnieśli zwycięstwo nad wojskami bolońskimi w bitwie pod Casalecchio 26 czerwca 1402. Giovanni zginął. Nie ma pewności czy zginął w walce, czy został zlinczowany przez tłum. Został pochowany w kościele San Giacomo Minore. 
Jego jedynym synem był Anton Galeazzo Bentivoglio, który w kilkanaście lat później (1420) objął władzę w Bolonii.